# Wasting the Dawn
Wasting the Dawn – czwarty album studyjny fińskiej grupy The 69 Eyes. Został wyprodukowany przez Gaga Goodies/Poko Rekords w 1999 roku. Międzynarodową sprzedażą zajęła się wytwórnia Roadrunner Records. Jest to ostatni album w twórczości zespołu osadzony bardziej w stylistyce glam rockowej niż rocka gotyckiego.

## Lista utworów
1. "Truck On" – 3:13
2. "Lay Down Your Arms" (ft. Ville Valo) – 3:41
3. "Wasting the Dawn" (ft. Ville Valo)  – 5:21
4. "You Ain't the Reason" – 4:11
5. "Lazarus Heart" (ft. Ville Valo) – 4:25
6. "Who's Gonna Pay the Bail?" (feat. Alex Hellid i Lars Göran Petrov z Entombed) – 5:05
7. "All-American Dream" (ft. Ville Valo) – 4:22
8. "Be My Speed" – 4:38
9. "Hand of God" (feat. Lars Göran Petrov) – 4:26
10. "Next Stop Paradise"  – 4:26
11. "Starshine"* – 6:52

## Muzycy
- Jyrki 69 – śpiew
- Timo-Timo – gitara rytmiczna
- Bazie – gitara prowadząca
- Jussi 69 – perkusja
- Archzie – gitara basowa